# بيرسي بيش شيلي
بيرسي بيش شيلي (بالإنجليزية:  Percy Bysshe Shelley)‏ (وُلد في 4 أغسطس 1792 وتوفي في 8 يوليو 1822) شاعر إنكليزي رومانتيكي مهم، يعتبر واحداً من أفضل الشعراء الغنائيين باللغة الإنكليزية. يُعرف بقصائدة القصيرة أوزيماندياس، أغنية للريح الغربية، إلى قبرة. ومع ذلك فإن أعماله الهامة تتضمن قصائده الرؤيوية الطويلة: ألاستور، أو روح العزلة، ثورة الإسلام، أدوناي، بروميثيوس طليقاً، وعمله غير المنتهي انتصار الحياة.
حياة شيلي غير العادية وتفاؤله العنيد وصوته القوي المعترض عوامل ساهمت في جعله شخصية مؤثرة وعرضته للتشويه خلال حياته وبعد مماته. أصبح شيلي أيقونة للجيلين الشعريين الذين تلياه، ومن ضمن المتأثرين به الشعراء الفيكتوريون من الحركة ما قبل الرافايلييه روبرت براوننغ، ألفرد لورد تينيسون، دانتي غابرييل روسيتي، ألغرنون تشارلز سوينبرن، كما تأثر به لورد بايرون وويليام بتلر ييتس وهنري ديفد ثورو، وشعراء من لغات أخرى مثل يان كاسبرويك وجيبانانادا داس وسوبرامانيا باراثي.
أُعجب به كارل ماركس وهنري ستيفنز سولت وبرتراند رسل وأوبتون سنكلير. كما اشتهر بصحبته لكل من جون كيتس ولورد بايرون. كانت الروائية ماري شيلي زوجته الثانية.

## حياته

### نشأته وتعليمه
وُلد شيلي في 4 أغسطس عام 1792 في فيلد بلاس في برودبريدج هيث بالقرب من هورشام بغرب ساسكس في إنجلترا. كان الابن الأكبر للسيد تيموثي شيلي (1753- 1844)، كان عضوًا من حزب الأحرار في البرلمان ممثلًا هورشام بين 1806- 1812، وزوجته إلزابيث بيلفولد (1763- 1846) تملك أرضًا بساسكس. كان له أربع أخوات أصغر منه وأخ هو الأصغر بينهم. تلقى تعليمه الأول في المنزل على يد القس إيفان إدواردز من وارنهام. يروي ابن خالته توماس مدوين الذي كان يعيش بالقرب منه عن طفولته المبكرة في كتابه حياة بيرسي بيش شيلي أنها كانت طفولة سعيدة فرحة قضى أغلبها في أمور الريف من صيد السمك والحيوانات.
في عام 1802، التحق بأكاديمية سيون هاوس في برينتفورد، بميدليكس. في 1804، التحق شيلي بإتون كوليدج، حيث كان أداؤه ضعيفًا وتعرض للإيذاء الجماعي كل يوم تقريبًا نحو وقت الظهيرة على يد الأولاد الأكبر سنًا الذين كانوا يطلقون على هذه الحوادث على نحو صائب «السخرية من شيلي». محاطًا بهم، كانت كتب شيلي الصغير تُمزق من بين يديه وملابسه تُجذب حتى تتمزق إلى أن يبكي ويصرخ بجنون بنبرة صوته المتقطعة الحادة للغاية. يمكن أن يُعزى هذا العذاب اليومي إلى رفض شيلي لأن يشترك في خدمة الأولاد الأكبر ولقلة اكتراثه تجاه الألعاب والأنشطة الشبابية الأخرى. لكونه غريب الأطوار، لصق بشيلي لقب «شيلي المجنون». كان شيلي مولعًا بالعلوم في إيتون التي طبقها غالبًا كي يسبب قدرًا هائلًا من الأذى، يُندهش من صدوره من ولد يُعتبر في غاية الرزانة. كان شيلي يستخدم غالبًا آلة احتكاك كهربائية لشحن مقبض باب حجرته كنوع من المزاح مع أصدقائه. كان ما يسلي أصدقاءه خصوصًا هو معلمه المهذب، السيد بيثل، وهو يحاول دخول حجرته ويشعر بالقلق من صوت الصدمات الكهربائية بالرغم من احتجاجات شيلي المضنية. أظهر الجانب المزعج لشيلي نفسه مرةً أخرى عبر «آخر ما لديه من سوء التصرف في المدرسة»، وهو تفجير شجرة بالبارود في حديقة إيتون الجنوبية. بالرغم من هذه الأحداث المازحة، يقول دبليو. إتش. ماري الذي عاصر شيلي أن شيلي لم يكن له أصدقاء في إيتون بالرغم من أنه حاول بالفعل أن يجد روحًا يألفها لكن محاولاته باءت بالفشل.
في 10 أبريل عام 1810، التحق بجامعة أوكسفورد. كان أول ما نُشر له رواية قوطية اسمها زاستروزي (1810)، التي عبر فيها عن رؤيته الملحدة للعالم من خلال زاستروزي الشرير؛ تبعتها سانت إيرفين؛ أو، الصليب الوردي: قصة حب في نهاية العام (بتاريخ 1811). في نفس السنة، نشر شيلي مع أخته إليزابيث الشعر الأصلي بقلم فيكتور وكازير، وأصدر بينما هو في أوكسفورد مجموعة من الأبيات (في ظاهرها هزل وفي باطنها تدعو للخراب)، رفات بعد الموت لمارغريت نيكلسون مع توماس جيفرسون هوغ.
في 1811، أصدر شيلي دون ذكر اسمه كتيبًا يُدعى «ضرورة الإلحاد»، الذي لفت انتباه إدارة الجامعة، فأُمر أن يمثل أمام زملائه في الجامعة الذين كان بينهم العميد جورج رولي. رفض الإجابة على الأسئلة المتعلقة بإذا ما كان هو من ألَّف الكُتيب أم لا أمام سلطات الكلية مما أدى إلى طرده من أوكسفورد في 25 مارس عام 1811 مع هوغ. أُعيد اكتشاف قصيدة شيلي المفقودة لمدة طويلة «مقالة سياسية عن الوضع الحالي للأشياء» في منتصف عام 2006 وهي قصيدة طويلة حادة ضد المَلكية ومناهضة للحرب طُبعت عام 1811 في لندن بواسطة كروسبي وكومبني وكُتب عليها «بواسطة رجل من نبلاء جامعة أوكسفورد» وتُهدى إلى هاريت ويستبروك، تعطي إعادة الاكتشاف بعدًا جديدًا للانفجار، ما يقوي تضمين هوغ عن الدوافع السياسية أنها (مسألة أحزاب). كان خيار العودة متاحًا لشيلي بعد تدخل أبيه بشرط التراجع عن آرائه المعلنة. أدى رفضه لفعل هذا إلى شجار مع والده.

### الزواج
بعد أربعة أشهر من طرده من جامعة أوكسفورد، في 28 أغسطس 1811، هرب شيلي البالغ من العمر 19 عامًا مع عشيقته هاريت ويستبروك ذات الستة عشر عامًا إلى اسكتلندا. كانت هاريت طالبة في نفس المدرسة الداخلية التي كانت أخته فيها وكان والده قد منعه من رؤيتها. كانت هاريت تكتب إلى شيلي رسائل غرامية تهدد فيها بأنها ستقتل نفسها بسبب تعاستها في البيت والمدرسة. انفصل شيلي عن أمه وأخواته بعدما خرج مفطور القلب من فشله في حبه مع ابنة عمه هاريت غروف، ولأنه كان مقتنعًا أنه ليس أمامه الكثير ليعيشه قرر باندفاع أن ينقذ ويستبروك ويجعلها الشخص المستفيد من أموال التأمين على حياته، ويبدو أن أخت هاريت البالغة من العمر 28 عامًا، إليزا، التي كانت مقربة جدًا من هاريت، كانت تشجع الفتاة الشابة على الوله بمن سيصبح البارونت الخاص بها في المستقبل. تظاهرت عائلة ويستبروك بالرفض لكنهم شجعوا سرًا على فرارهما. لكن السيد تيموثي شيلي غضب بشدة أن ابنه تزوج بمن هي دون مستواه (كان والد هاريت مرفهًا، وكان صاحب حانة) ولم يعط موافقة عائلة شيلي ورفض استقبال الثنائي في فيلد بلاس إلى الأبد. أصرت هاريت أيضًا على أن تعيش معهما أختها إليزا التي كان يكرهها شيلي. دعا شيلي صديقه هوغ إلى المشاركة في تدبير المنزل لكنه طلب منه المغادرة عندما أخذ هوغ يتقرب من هاريت. كان شيلي في هذا الوقت أيضًا مرتبطًا في علاقة حب أفلاطوني شديد بإليزابيث هيتشنر، معلمة آراء متقدمة تبلغ من العمر 28 عامًا في مثل سنه. أصبحت هيتشنر التي أطلق عليها شيلي «أخت روحي» و«نفسي الثانية» عروس شعره وكاتمة أسراره أثناء كتابته للقصيدة الفلسفية خريطة الملكة، قصة رمزية من اليوتوبيا.
كان شيلي غير سعيد في زواجه من هاريت وكان مستاءً بشكل خاص من تأثير أختها الكبرى إليزا التي شجعت هاريت على عدم إرضاع طفلتهما طبيعيًا (لانث إليزابيث شيلي (1813- 1876)). اتهم شيلي هاريت أنها تزوجته من أجل المال. راغبًا في رفقة أنثى أكثر إدراكًا، بدأ في قضاء وقت أكثر بعيدًا عن المنزل منغمسًا في أشياء أخرى فكان يدرس الإيطالية مع كورنيليا ترنر ويتردد على منزل ويليام غودوين ومتجر الكتب الخاص به. عادت إليزا وهاريت للإقامة مع والديهما. 

## وفاته
توفي شيلي في 8 يوليو في عام 1822، قبل شهر من عيد ميلاده الثلاثين، حيث عُثر على مركب الشاعر أثناء عاصفة في خليج سبيتسيا الإيطالي وكان كل من شيلي وصديقه وفتى المركب البالغ من العمر 18 عاماً قد ماتوا غرقاً. غُسل جسم شيلي على الشاطئ بعد أسابيع لاحقة، وحُرقت جثته على الشاطئ بحضور مجموعة من أصدقاءه من بينهم الشاعر اللورد بايرون. وفي مصادفة تطابق واحدة من قصائده، أبى قلب سيلي الاحتراق أثناء مراسم حرق الجثة (من المحتملأنّه قد عانى من مرض ما أدى إلى تكلّس قلبه). فقام أحد الأصدقاء الذين حضروا مراسم الحرق بإنتشال القلب من ألسنة اللهب وأعطاه لزوجة شيلي، ماري شيلي، مؤلفة رواية فرانكنشتاين. ويزعم أنها أبقت على رماده في مكتبها..

## روابط خارجية
- بيرسي بيش شيلي على موقع IMDb (الإنجليزية)
- بيرسي بيش شيلي على موقع الموسوعة البريطانية (الإنجليزية)
- بيرسي بيش شيلي على موقع ميوزك برينز (الإنجليزية)
- بيرسي بيش شيلي على موقع إن إن دي بي (الإنجليزية)
- بيرسي بيش شيلي على موقع ديسكوغز (الإنجليزية)